# Hochkreuz (Kreuzeckgruppe)
Der Hochkreuz ist ein 2709 m ü. A. hoher Berg der Kreuzeckgruppe in Kärnten, Österreich.

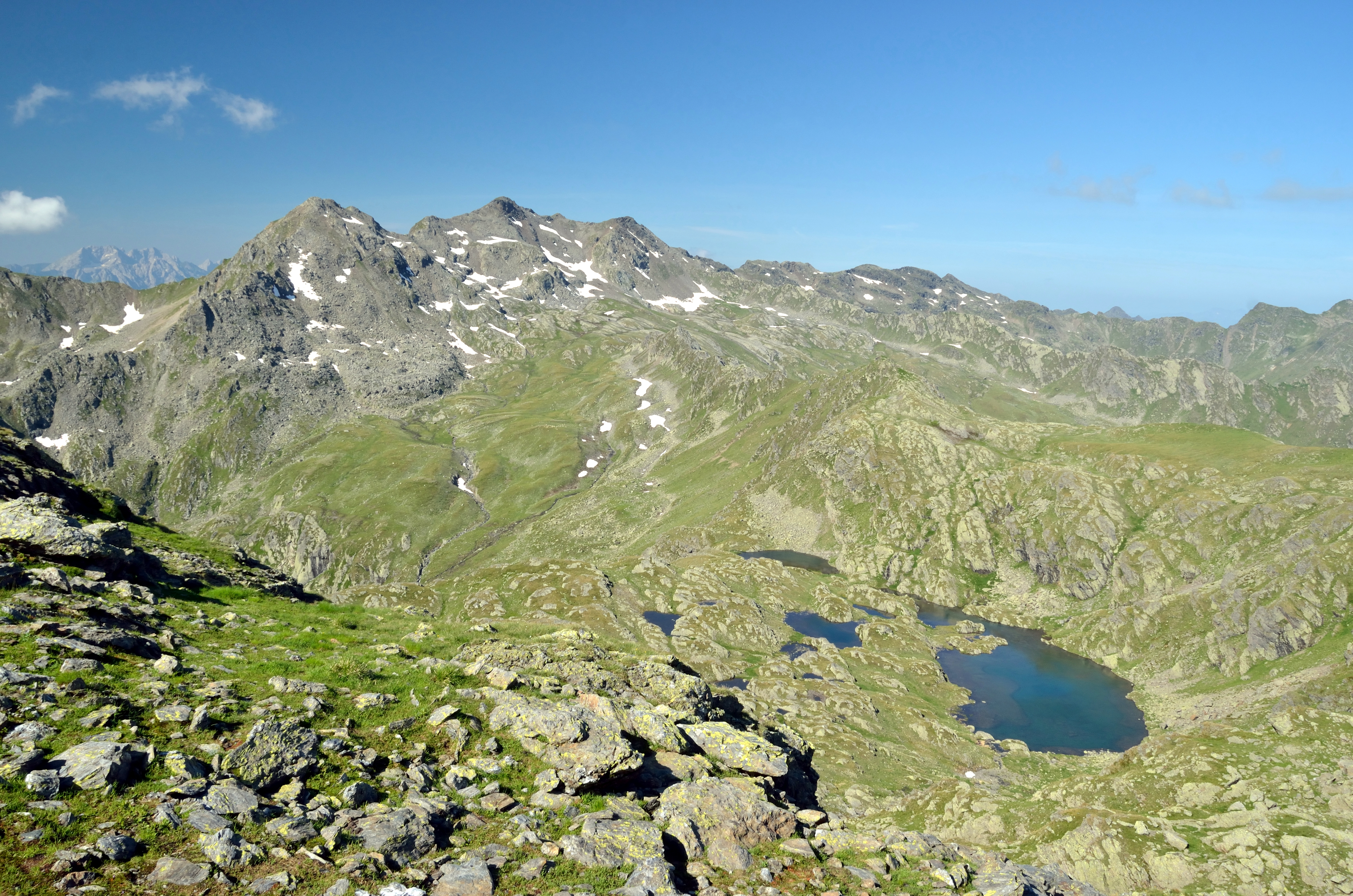
Das Hochkreuz, links das Gonhorn, rechts die Schwarzwand, rechts davor die Vierzehn Seen

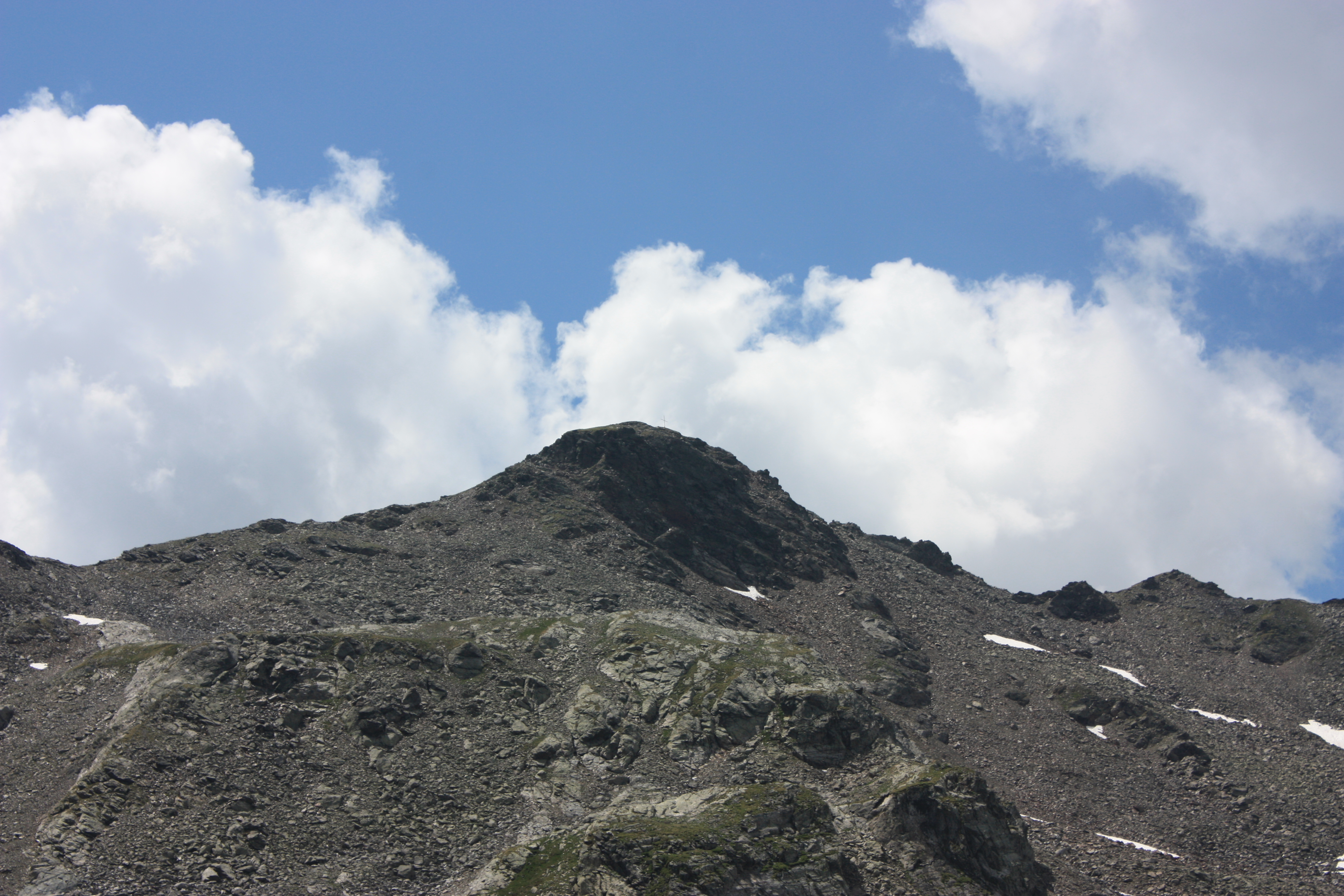
Der Gipfel des Hochkreuz

## Lage
Das Hochkreuz ist nach Polinik (2784 m) und Striedenkopf (2749 m) der dritthöchste Gipfel der Kreuzeckgruppe. Von hier hat man eine gute Aussicht auf die Hohen Tauern im Nordwesten und die Gailtaler Alpen im Süden.
Der Gipfel liegt an der Grenze der Gemeinden Stall im Norden und Dellach im Drautal im Süden. 

## Anstieg
Da der Kreuzeck Höhenweg über das Hochkreuz führt, gibt es zwei Hauptaufstiege. Zusätzlich gibt es Wege von Stall im Mölltal und von Dellach im Drautal auf den Gipfel. 

### Anstieg von der Feldnerhütte
Ausgangspunkt dieser Wanderung ist die Feldnerhütte (2182 m). Von dieser geht man südlich am Glanzsee vorbei und steigt zum Glenktörl (2457 m) auf. Zuerst am Kamm, dann nördlich am Rothorn und südlich am Kleinen Hochkreuz vorbei, umwandert man die Vierzehn Seen im Norden und erreicht das Kirschentörl. Von dort steigt man in südlicher Richtung auf den Kamm und erreicht das Hochkreuz von Osten. 
Als Ziel dieser Etappe wählt man meist die Hugo-Gerbers-Hütte, die man in insgesamt 8 Stunden erreicht. Schwindelfreiheit und Trittsicherheit sind erforderlich, heikle Stellen sind mit Seilen gesichert.

### Anstieg von der Hugo-Gerbers-Hütte
Diese Wanderung führt über den gleichen Weg in Gegenrichtung. Von der Hugo-Gerbers-Hütte steigt man nach Norden zur Kreuzlscharte auf, umwandert die Kreuzlhöhe im Norden und folgt dann dem Kamm nach Osten bis zum Hochkreuz. Das Ziel dieser Wanderung ist die Feldnerhütte, die man nach insgesamt 9,5 Kilometern, 741 Meter Aufstieg und 904 Meter Abstieg nach 5 Stunden Gehzeit erreicht. Nach der freytag&berndt-Wanderkarte 225 ist mit einer Gesamtzeit von 6 bis 7 Stunden zu rechnen. 

### Anstieg von Stall im Mölltal
Startpunkt für diese Wanderung ist das Kraftwerk am Wöllabach. Dieses erreicht man von Stall im Mölltal aus, indem man im östlichen Ortsteil Pußtratten von der Bundesstraße nach Süden abzweigt und der asphaltierten Straße folgt. Vom Kraftwerk geht man weiter auf der Straße nach Süden bis zum Speichersee. Von dort führt ein steiler Weg zu den Oberen Gößnitzer Hütten (1684 m) und nach einer kurzen Querung zu einer weiteren Steilstufe zur Staller Wölla (2033 m). Man kommt über die Staller Weißen schließlich zum Kirschentörl. Hier erreicht man den Kreuzeck Höhenweg und folgt diesem nach Süden zum Gipfel.
Diese Tour ist im Winter bei guter Schneelage auch als Schitour machbar.

### Anstieg von Dellach im Drautal
Ausgangspunkt dieser Wanderung ist ein kleiner Parkplatz vor einem Schranken in der Oberen Drassnitz. Diesen erreicht man von der Drautal Straße B100, von der man in Dellach im Drautal auf eine asphaltierte Straße nach Norden abzweigt. Vom Schranken folgt man der Schotterstraße an Drei Kammern (1690 m) vorbei westlich vom Draßnitzbach in Richtung Norden. Nach der Unterdraßnitzer Alm geht man in einem Bogen auf den östlichen Kamm des Weittals über Almen. Der Steig biegt dann nach Nordwesten und man erreicht das Hochkreuz von Süden. Diese Tour führt, wenn man den gleichen Weg zurückgeht, über 20 Kilometer und 1550 Meter Auf- und Abstieg bei einer Gehzeit von 8 Stunden.

## Hütten
Die nächstgelegenen Hütten sind:
- Feldnerhütte: Alpenvereinshütte mit 9 Zimmern, Matratzenlager und einem beheizbaren Winterraum.[7]
- Hugo-Gerbers-Hütte: Alpenvereinshütte mit 25 Lagerplätzen und einem Winterraum für 5 Personen.[8]